# Fort W I „Salis Soglio”

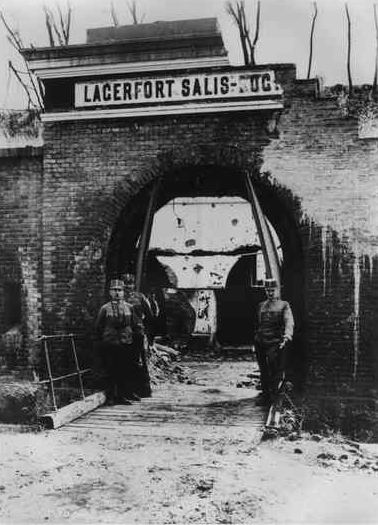
Fort I „Salis Soglio” w 1915 r.

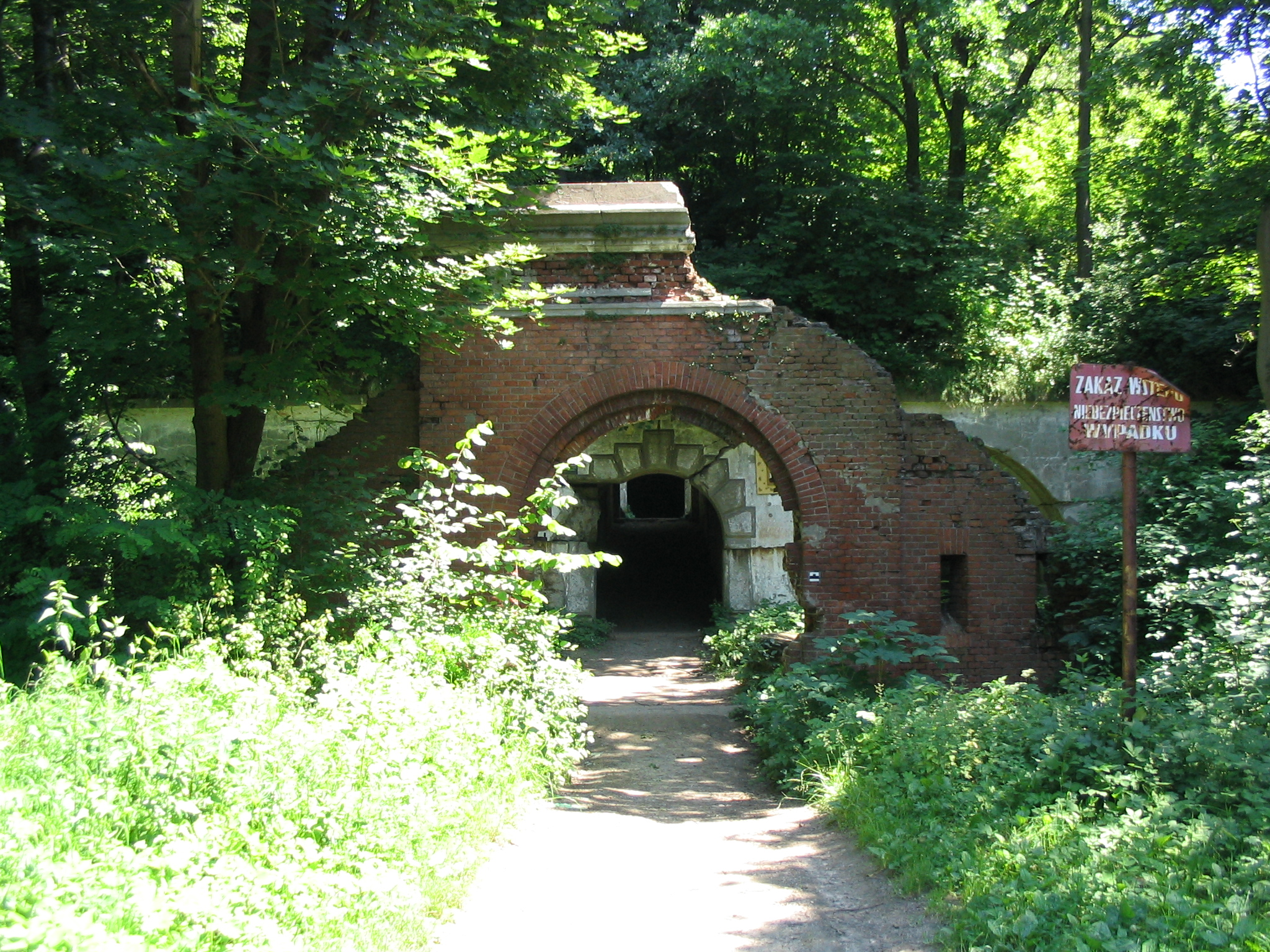
Fort I „Salis Soglio” dziś

Fort W I „Salis Soglio” – fort artyleryjski jednowałowy Twierdzy Przemyśl (murowano-betonowo-ziemny), znajdujący się w Siedliskach. Powstał w latach 1882–1886 według projektu szwajcarskiego inżyniera Daniela Salis-Soglio. Klasyfikowany jako nietypowy fort artyleryjski.

## Historia
Pierwotnie zaplanowany jako fort pancerny, ale po roku budowy odcięto środki na zakup kosztownych pancerzy, w wyniku czego w planach projektu umieszczono dodatkowe stanowiska artyleryjskie. Dlatego fort jest klasyfikowany jako nietypowy fort artyleryjski. Został ostatecznie zbudowany w latach 1882–1886.
Fortyfikacja została nazwana na cześć Daniela Salis-Soglio, który był Dyrektorem Budowy Umocnień w latach 1871–1875.
Fort I był częścią tzw. „Grupy Siedliskiej”, do której zaliczały się również forty dodatkowej linii wspierającej, wybudowane na przedpolu Fortu I (teren dzisiejszej Ukrainy): I/1, I/2, I/3, I/4, I/5, I/6.
W czasie pierwszego i drugiego oblężenia Twierdzy Przemyśl Fort I wspierał swoim ogniem działania Grupy Siedliskiej, która była areną zaciekłych walk. Ponadto stacjonowało w nim dowództwo obwodu obronnego VI/2.
Został częściowo wysadzony w powietrze w czasie kapitulacji Twierdzy w 1915, częściowo rozebrany po 1945.

## Opis konstrukcji
Z powodu zmian konstrukcyjnych, dokonanych już w trakcie budowy, fort I odróżniał się znacznie od pozostałych fortów artyleryjskich powstałych w Twierdzy Przemyśl. Najważniejszą różnicą było rozlokowanie koszar – w przypadku fortu „Salis Soglio” znajdowały się one w centralnej części, wokół trzech dziedzińców: centralnego i dwóch bocznych (w przelotniach między dziedzińcami zlokalizowano ubikacje). W kleszczowo załamanej szyi fortu – typowym miejscu lokalizacji koszar – znajdowało się zaledwie kilka kazamat (wraz z dziedzińcem szyjowym przed nimi) oraz stanowiska piechoty, powodujące, że fort I był zdolny do obrony okrężnej. Kolejną cechą odróżniającą fort I od pozostałych dzieł obronnych Twierdzy był sposób obrony drogi wjazdowej do fortu – przechodziła ona przed dotarciem do dziedzińca szyjowego przez ceglaną bramę. Na większości fortów tego typu bramy rozebrano po manewrach przeprowadzonych w 1896 r., jednak na forcie I postanowiono ją zachować prawdopodobnie dlatego, że był on poprzedzony fortami „Grupy Siedliskiej” i zagrożenie zniszczenia bramy na skutek trafienia pociskiem było stosunkowo małe. Komunikację między dziedzińcem szyjowym a dziedzińcem centralnym zapewniał korytarz zlokalizowany wzdłuż osi fortu. Wraz z koszarami, w kazamatach wokół dziedzińców w centralnej części fortu, zlokalizowano również magazyny żywności, dział i amunicji oraz kuchnię. Ze wszystkich trzech dziedzińców prowadziły schody na górny wał, na którym rozmieszczono stanowiska artyleryjskie, przedzielone poprzecznicami ze schronami pogotowia. Do transportu dział służyła winda, której szyb zlokalizowany był nad korytarzem osiowym fortu, przy dziedzińcu centralnym. W razie potrzeby działa można było transportować na wał za pośrednictwem szerokich schodów przy dziedzińcach bocznych. Wał nie pokrywał się w pełni z pięciobocznym narysem fortu – załamywał się bowiem na barkach. Dodatkowo wał podwyższał się na czole, przy osi fortu, zapewniając doskonałą ochronę dziedzińców przed pociskami płaskotorowymi. Całe dzieło otoczone było suchą fosą, wzmocnioną dodatkowo murem Carnota. Fosa broniona była z trzech kaponier: dwóch pojedynczych zlokalizowanych na styku czoła i barków (połączonych poternami z dziedzińcami bocznymi) oraz jednej podwójnej zlokalizowanej na czole, w osi fortu (poterna prowadząca do niej była przedłużeniem korytarza osiowego).

## Fort dziś
Obecnie fort I uchodzi za jeden z lepiej zachowanych fortów w całej Twierdzy Przemyśl. Położony jest bardzo blisko granicy polsko-ukraińskiej (przy odpowiednich warunkach z fortu da się nawet dostrzec słupki graniczne), jednak mimo to jest udostępniony zwiedzającym.
W forcie zachowała się oryginalna, ceglana brama wjazdowa, przez którą wchodzi się na dziedziniec szyjowy. Przy nim zachowane są łukowe konstrukcje kazamat oraz korytarz prowadzący na dziedziniec centralny. Kazamaty w części środkowej fortu zachowane są bardzo dobrze zarówno przy dziedzińcu centralnym, jak i prawym, natomiast dziedziniec lewy stanowi w tej chwili gruzowisko złożone z betonowych bloków – dawnych części kazamat. Na górny wał prowadzi zachowana klatka schodowa w osi fortu oraz schody z prawego dziedzińca. Na wale zachowały się zarówno poprzecznice, jak i wylot windy działowej, gdzie zachowane są nawet resztki stalowych mocowań do mechanizmów umożliwiających ruch windy. Niestety w fosie nie zachowały się kaponiery, a poterny do nich prowadzące zostały zasypane.

## Forty pomocnicze
Numeracja fortów prowadzona jest z północy na południe, są to 2 grupy po 3 forty:
- Fort I/1 Łysiczka na zachód od Bykowa
- Fort I/2 Byków
- Fort I/3 Pleszowice
- Fort I/4 Maruszka Las na północ od Popowic
- Fort I/5 Popowice
- Fort I/6 Dziewięczyce na południowy zachód od f. Maruszki Las[1]